# Classe Trafalgar (cuirassé)
Pour les autres classes de navires du même nom, voir Classe Trafalgar.
La classe Trafalgar est une classe de cuirassés  de type Pré-Dreadnought utilisant des machines à vapeur à triple expansion construite pour la Royal Navy avant la fin du XIXe siècle.
Les deux navires de cette classe portent les noms de victoires navales britanniques remportées par l'amiral Nelson durant les Guerres napoléoniennes.

## Conception
Prévue en 1886, cette classe de cuirassés a été conçue par le constructeur de l'amirauté William Henry White (1845-1913) afin d'être une version améliorée de la classe Admiral et de la classe Victoria ayant un déplacement plus grand pour permettre une meilleure protection. Cependant la ceinture blindée reste d'une plus grande épaisseur au milieu que vers les extrémités.

Elle était initialement destinée à recevoir un armement secondaire de 8 canons de 5 pouces (127 mm). Mais elle a été équipée de 6 canons à tir rapide de 4.7 pouces ( 120 mm) pour être utilisée contre les torpilleurs plus rapides, ce qui a conduit à une augmentation de poids de 60 tonnes, en partie en raison de la quantité accrue de munitions transportées. Ce fut l'un des changements qui conduisit  le navire à avoir un surpoids de 600 tonnes provoquant une augmentation du tirant d'eau d'un pied (30 cm).

Ce fut aussi la dernière classe de cuirassés à avoir un faible franc-bord (4,50 m) qui rendait la manœuvre difficile dans une mer très forte. Ce phénomène était atténué car leur service actif se passait essentiellement en Méditerranée.

## Histoire
HMS Trafalgar :
Le retard de la production de son armement ne lui a pas permis de devenir le deuxième navire amiral de l'Escadre de la Méditerranée à partir du 2 avril 1890.

Il a servi dans la Flotte de la Méditerranée jusqu'en octobre 1897. Puis il a été assigné au port de Portsmouth comme navire de garde jusqu'en août 1902. Il a été mis ensuite dans la réserve jusqu'en 1907, et a servi à Sheerness comme navire de forage pour les équipages servant les tubes lance-torpilles submergés.

En avril 1909 il est retourné en service actif avec la 4e division de la Home Fleet, basée au Nore.
HMS Nile :
Après la livraison tardive de son armement il a quitté  Portsmouth pour des manœuvres puis il a rejoint la Flotte de la Méditerranée.

En janvier 1898 il est revenu au port de Devonport comme navire de garde. En février 1903 il a été relégué à la Réserve, où il est resté jusqu'à ce qu'il soit  vendu le 9 juillet 1912.

## Les unités de la classe
| Nom           | Lancement    | Armement     | Chantier naval             | Fin de carrière                         | Photo |
| ------------- | ------------ | ------------ | -------------------------- | --------------------------------------- | ----- |
| HMS Trafalgar | 27 mars 1887 | 2 avril 1890 | HMNB Portsmouth Portsmouth | vendu le 9 mars 1911 pour démolition    |       |
| HMS Nile      | 27 mars 1888 | 30 juin 1891 | Pembroke Dock Pembroke     | vendu le 7 juillet 1912 pour démolition |       |